# ایکا (شرکت)
آی‌سی‌ای (انگلیسی: ICA Gruppen) شرکت خوشه‌ای سوئدی است، که در زمینه خرده‌فروشی و بانکداری فعالیت می‌کند.